# NGC 1240
NGC 1240 — двойная звезда в созвездии Овен.
Этот объект входит в число перечисленных в оригинальной редакции «Нового общего каталога».
Вероятнее всего, является парой звёзд, расположенной в 34 секундах прямого восхождения к востоку и 3,7' к югу от координат, указанных Гершелем. Его описание хорошо подходит к этому объекту, и похожих объектов поблизости нет.